# بطولة العالم للكرة الطائرة ناشئين 2005
نُظمت بطولة العالم تحت 19 عام لكرة الطائرة للناشئين تحت 19 عام في الجزائر ووهران بالجزائر في الفترة من 24 أغسطس إلى 1 سبتمبر 2005 .

## الترتيب النهائي
نتائج الترتيب النهائي في الجدول.
| المركز | الفريق         |
| ------ | -------------- |
| الأول  | روسيا          |
| الثاني | البرازيل       |
| الثالث | إيطاليا        |
| 4      | الأرجنتين      |
| 5      | إيران          |
| 6      | فرنسا          |
| 7      | بولندا         |
| 8      | سلوفاكيا       |
| 9      | بلغاريا        |
| 9      | مصر            |
| 9      | الهند          |
| 9      | كوريا الجنوبية |
| 13     | تونس           |
| 13     | كندا           |
| 13     | المكسيك        |
| 13     | الجزائر        |

| بطل العالم للكرة الطائرة ناشئين 2005 |
| ------------------------------------ |
| · روسيا · للمرة الثانية              |